# Anni 740
Gli anni 740 sono il decennio che comprende gli anni dal 740 al 749 inclusi.

## Eventi, invenzioni e scoperte

### Europa

#### Regno Franco
- 741: Muore Carlo Martello.

- 2 aprile 742: Nasce Carlo Magno, figlio del maggiordomo di palazzo Pipino il Breve.
- 742: Diventa re Childerico III, ultimo della dinastia dei Merovingi.
- 747: Carlomanno, preso da una crisi mistica, si ritira in un monastero e lascia Pipino il Breve come unico maggiordomo di palazzo.

#### Regno Longobardo

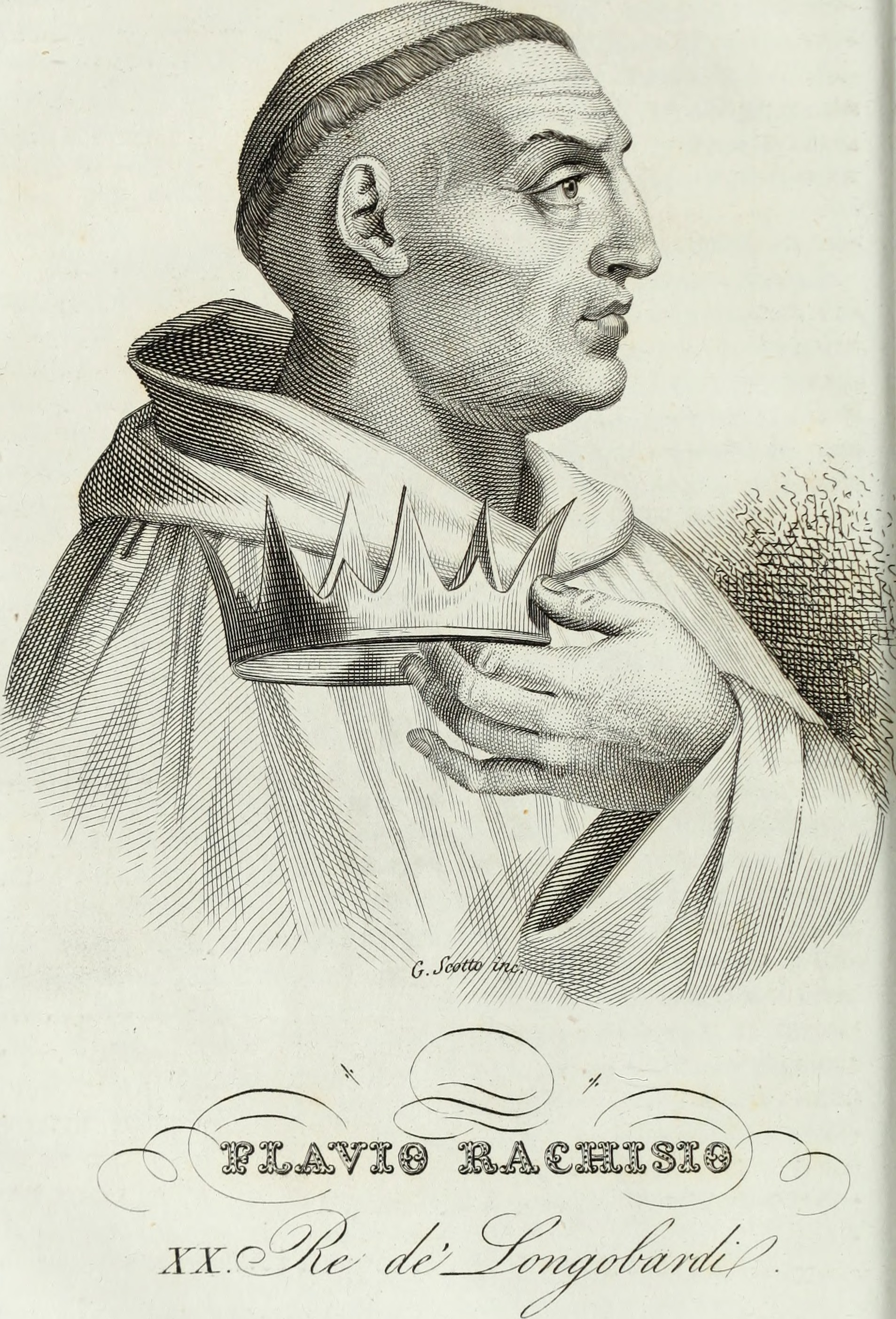
Litografia di Rachis dopo aver preso i voti monastici, dal Della origine del dominio e della sovranità de' romani pontefici sopra gli stati loro temporalmente soggetti dissertazione, 1788

- 742: Liutprando annette al regno longobardo i ducati di Spoleto e Benevento.
- 744: Morte di Liutprando. Ildebrando diventa re dei longobardi.
- 744: Inizia una rivolta dei duchi del Regno Longobardo, che volevano l’indipendenza dei propri domini ed erano favorevoli ad una politica di pace con Roma e l’Impero romano d’oriente. Ildebrando viene deposto e sale al potere Rachis, duca del Friuli.
- 747: Viene scritta la Historia Langobardorum.
- 749: Rachis assedia Perugia, collegamento cruciale tra Roma e l’Esarcato d’Italia, ma un intervento di Papa Zaccaria gli fa cambiare idea. Per questo motivo l’Assemblea dei Longobardi, riunitasi a Milano, lo dichiara decaduto. Diventa re suo fratello Astolfo.

#### Impero romano d’Oriente
- 740: Un terremoto devasta Costantinopoli, causando centinaia di morti e distruggendo l’arco di trionfo nel Foro di Teodosio.
- 18 giugno 741: Morte di Leone III. Costantino V viene incoronato imperatore.
- 741: Mentre Costantino V viene dichiarato morto, suo cognato Artavasde usurpa il trono.
- 743: Dopo aver sconfitto Artavasde presso Sardi e Madrina, Costantino V rientra trionfalmente a Costantinopoli e diventa ufficialmente imperatore.
- 746: Costantino V invade la Siria, conquistando Germanicea.
- 747: Costantino V fa ripopolare Costantinopoli, facendovi trasferire abitanti dalla Grecia e dalle Isole del Mar Egeo, poiché dopo il terremoto del 740 e la diffusione di un’epidemia di pestilenza era quasi del tutto disabitata.

#### Repubblica di Venezia
- 742: Dopo il regno dei magister militum Domenico Leone (738), Felice Corniola (739), Giovanni Cepanico (740-741) e Giovanni Fabriciaco (742), Teodato diventa Doge della Repubblica di Venezia. Teodato è storicamente considerato il quarto doge, poiché dalla morte di Orso nel 737 tutti i regnanti successivi mantennero il titolo di magister militum.

#### Califfato Omayyade
- 744: Marwān ibn Muḥammad ibn Marwān diventa califfo. Inizia l’ultimo regno del califfato omayyade prima della presa del potere da parte degli abbasidi nel 750.
- 748: Abū l-‛Abbās, con l’aiuto del generale Abū Muslim, inizia lo sterminio della famiglia omayyade. I pochi sopravvissuti furono il califfo Marwān ibn Muḥammad ibn Marwān, che morirà due anni dopo durante la ribellione, e Abd al-Raḥmān ibn Muʿāwiya, che fuggì in Spagna dove, nel 756, fonderà l’Emirato di al-Andalus, che diventerà poi un califfato nel 929.

### Asia

#### Cina
- 745: Viene stampato il primo giornale.
- 745: L’esercito della dinastia Tang raggiunge mezzo milione di soldati.

### Altro

#### Religione
- 741: Morte di Papa Gregorio III. Inizia il pontificato di Papa Zaccaria.
- 742: Papa Zaccaria incontra Liutprando. Quest’ultimo, furioso per l’alleanza tra il papa e i duchi di Spoleto e Benevento, minaccia di assediare Roma. Papa Zaccaria, dopo essere stato ignorato dall’imperatore bizantino Artavasde, accetta di aiutare Liutprando nella conquista dei ducati.
- 749: Papa Zaccaria incontra Rachis, e lo convince a smettere di assediare Perugia.

#### Architettura
- 742: Viene costruita l’Abbazia di Fulda.

## Personaggi
- Pipino il Breve, maggiordomo di palazzo del re dei franchi
- Papa Zaccaria, papa
- Liutprando, re dei longobardi
- Rachis, re dei longobardi